# Валіснерія спіральна
Валісне́рія спіра́льна (Vallisneria spiralis L.) — багаторічна водяна рослина родини жабурникових.

## Морфологічна характеристика

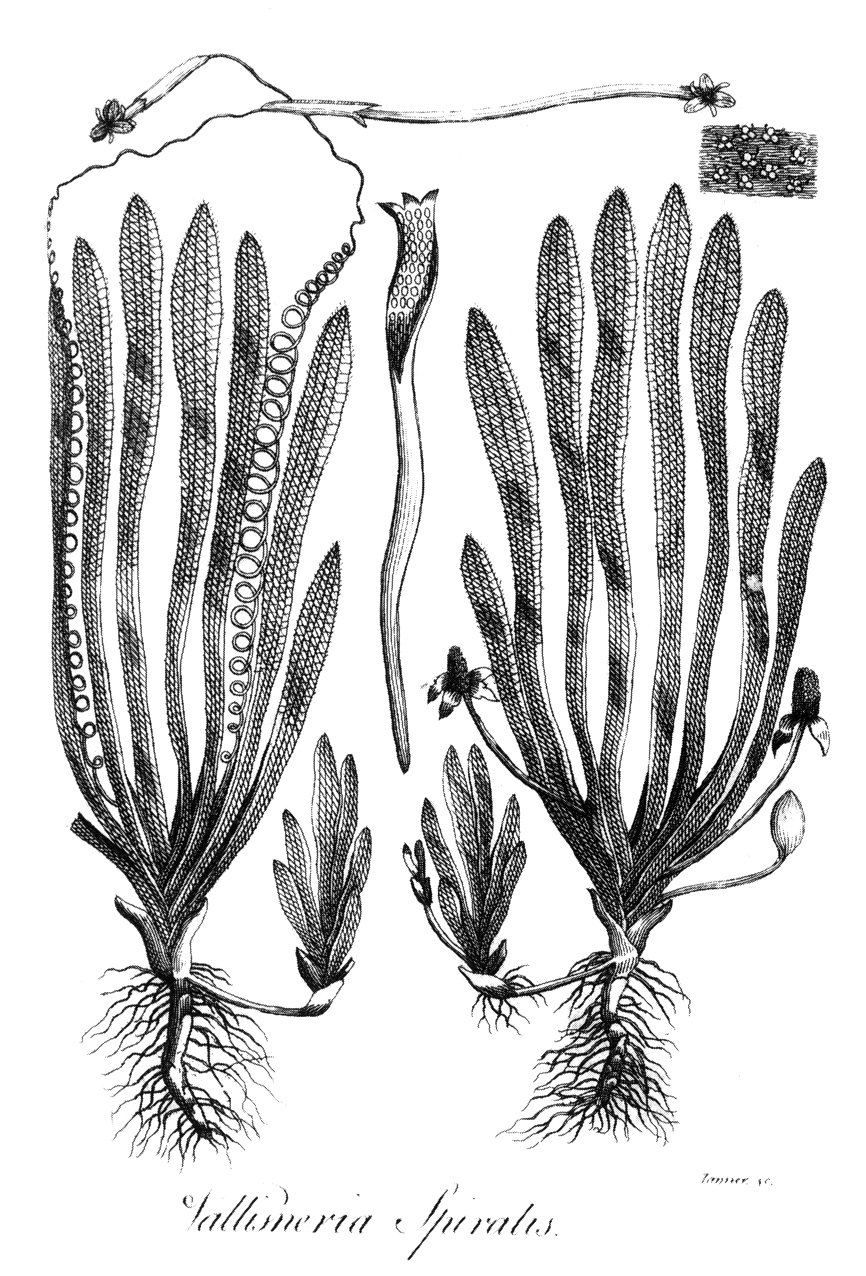
Валіснерія спіральна в книзі Еразма Дарвіна «The Botanic Garden», 1789—1791

Назву «валіснерія спіральна» рослина отримала не за скручене листя (в багатьох рослин роду валіснерія листя може скручуватися, залежно від умов утримання), а за спіраль, в яку завивається квітконіжка жіночої квітки після запилення.
Росте у водоймах на глибині до 1 м. Листя — стрічкоподібне, завдовжки 50-80 см (до 1 м) і шириною 8-12 мм, з п'ятьма прожилками, яскраво-зеленого кольору, штопороподібно закручене і утворює розетку лінійної форми. Рослина міцно укорінюється в ґрунті тонким білим корінням.
Квітне в середині літа. Квітки — дрібні, білі, роздільностатеві, розвиваються під водою, а для запилення спливають на поверхню. Після запилення квітконіс жіночих квіток скручується в спіраль (звідси і назва), і насіння достигає під водою. Також валіснерія швидко розмножується вегетативно, за допомогою вусів, на кінцях яких виростає маленький кущик. Молода рослина злегка закріплюється в ґрунті білими корінцями, а через тиждень-два від неї також виростає новий вус.

## Поширення
Батьківщина валіснерії спіральної — острови Південно-Східної Азії. Нині ця рослина поширена в тропічних і в субтропічних областях Євразії, Африки, Малайського архіпелагу та в деяких районах помірних широт; введений до Нової Зеландії та Великої Британії. Зустрічається в гирлі Дунаю, Дніпра, Волги, в озерах на Кавказі, в Середній Азії і на Далекому Сході.

## Значення
Валіснерію спіральну їдять риби і водоплавні птахи. Також вона — одна з найпоширеніших водних рослин для акваріума, оскільки невибаглива і швидко розмножується (вегетативно).